# Eugenia arvensis
Eugenia arvensis är en myrtenväxtart som beskrevs av Vell.. Eugenia arvensis ingår i släktet Eugenia och familjen myrtenväxter. Inga underarter finns listade i Catalogue of Life.